# Mihráb

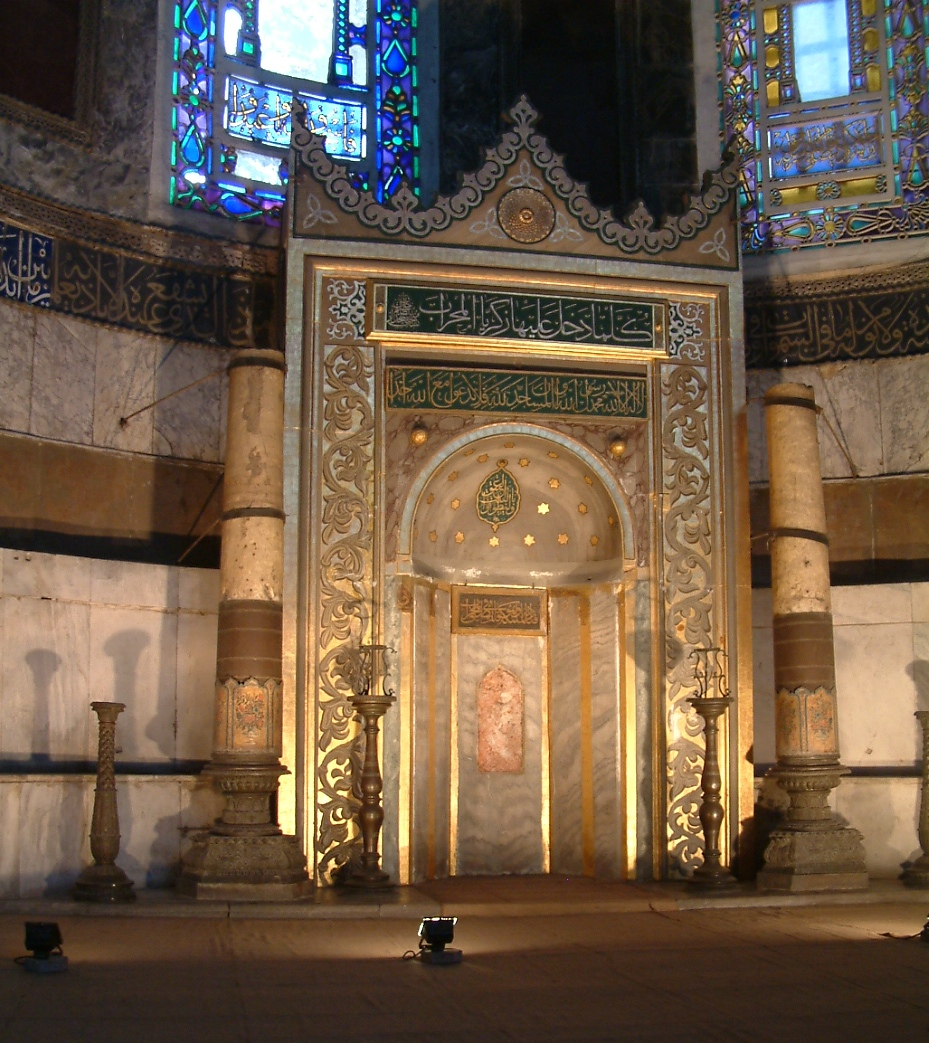
Mihrab v mešitě Hagia Sophia, Istanbul

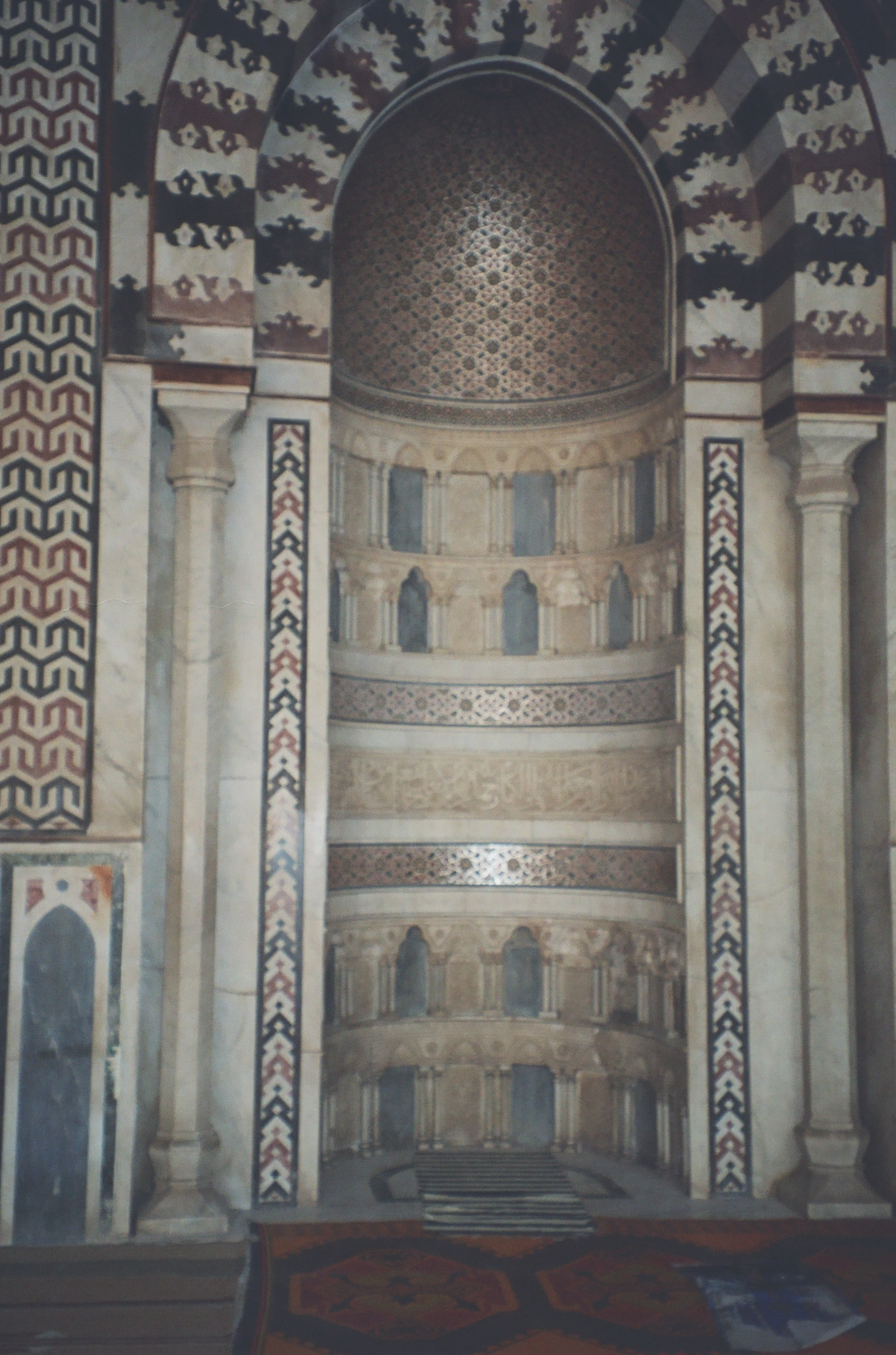
Mihrab v mešitě v Káhiře

Mihráb je výklenek ve středu stěny mešity, orientovaný ve směru kibly (směrem k Mekce) resp. ke Ka'bě. Slouží k určení směru modlitby a je připomínkou přítomnosti Proroka.
Jediná mešita, která nemá mihráb, je Velká mešita v Mekce, kde se muslimové modlí ke Ka'bě umístěné v jejím středu.
Orientace mihrábu je myšlena tak, že věřící, kteří sedí proti mihrábu, jsou tváří otočeni směrem ke Ka'bě, k níž se modlící klaní. Účastníci se tak modlí v řadách rovnoběžných s touto zdí. Mihráb není srovnatelný s oltářem a není v tomto smyslu ani chápán, není ničím zastavěn, jedná se pouze o výklenek. Ačkoli obecně lze říci, že mihráb je místo s nejvýraznější výzdobou v mešitě, není to podmínkou a může být zcela bez ozdob. Napravo od mihrábu je minbar, což je prostor ze kterého je vedena páteční modlitba.